# Yvon Samuel
 (décembre 2017).
Si vous disposez d'ouvrages ou d'articles de référence ou si vous connaissez des sites web de qualité traitant du thème abordé ici, merci de compléter l'article en donnant les références utiles à sa vérifiabilité et en les liant à la section « Notes et références ».
Yvon Samuel, né le 6 novembre 1930 à Herblay et mort le 12 avril 2008 à Paris, est un journaliste français.

## Carrière
Il fut grand reporter à France-Soir des années 1970 jusqu'en 1995.

## Livres
- Chine 79, 1979
- Les Milliardaires, 1985
- Les Requins de la finance, 1987
- Top niveau, Éditions Robert Laffont, Paris, 1988, 459 p.  (ISBN 978-2-22105-612-7)
- Les Milliardaires 2, 1992
- La Chute des milliardaires, 1994